# آدریان کلارک
آدریان کلارک (انگلیسی: Adrian Clarke؛ زادهٔ ۲۸ سپتامبر ۱۹۷۴) یک فوتبالیست اهل بریتانیا است. وی از ۲۰۰۵ یک خبرنگار و مفسر ورزشی شد.
از باشگاه‌هایی که در آن بازی کرده‌است می‌توان به باشگاه فوتبال استیونج، باشگاه فوتبال آرسنال، باشگاه فوتبال ولینگ یونایتد، باشگاه فوتبال هندون، باشگاه فوتبال کارلایل یونایتد، باشگاه فوتبال ساوتند یونایتد، باشگاه فوتبال روترهام یونایتد، و باشگاه فوتبال ساوتند یونایتد اشاره کرد.